# 1914 v dopravě
Tento článek obsahuje seznam událostí souvisejících s dopravou, které proběhly roku 1914.

## Události
- 1. února – byla uvedena do provozu místní dráha Vídeň – Bratislava.